# Steven Keir
Pour les articles homonymes, voir Keir.
Steven Keir est un joueur australien de volley-ball né le 8 novembre 1979 à Bundaberg (Queensland). Il mesure 1,98 m et joue attaquant. Il totalise 101 sélections en équipe d'Australie.

## Clubs
| Club                  | Pays      | De        | À         |
| --------------------- | --------- | --------- | --------- |
| Queensland Pirates    | Australie | 1998-1999 | 2000-2001 |
| Esse-ti Carilo Loreto | Italie    | 2001-2002 | 2001-2002 |
| Casanova Asti         | Italie    | 2002-2003 | 2002-2003 |
| Terra Sarda Cagliari  | Italie    | 2004-2005 | 2004-2005 |
| Aon hotVolleys Vienne | Autriche  | 2005-2006 | 2006-2007 |
| Generali Haching      | Allemagne | 2007-2008 | 2007-2008 |
| PAOK Salonique        | Grèce     | 2008-2009 | 2008-2009 |
| → Bahreïn             | Bahreïn   | 2008-2009 | 2008-2009 |
| Rennes Volley 35      | France    | 2009-2010 | 2009-2010 |

## Palmarès
- MEVZA
  - Finaliste : 2006, 2007
- Championnat d'Autriche (1)
  - Vainqueur : 2007
  - Finaliste : 2006